# Okhotskita
L'okhotskita és un mineral de la classe dels silicats que pertany al grup de la pumpel·lyita. Va ser anomenada en honor del mar d'Okhotsk.

## Característiques
L'okhotskita és un silicat de fórmula química Ca₂(Mn²⁺Mn³⁺₂)(Si₂O₇)(SiO₄)(OH)₂(H₂O). Cristal·litza en el sistema monoclínic. Forma una sèrie de solució sòlida amb la pumpel·lyita-(Al).
Segons la classificació de Nickel-Strunz, l'okhotskita pertany a «09.B - Estructures de sorosilicats amb grups barrejats de SiO₄ i Si₂O₇; cations en coordinació octaèdrica [6] i major coordinació» juntament amb els següents minerals: al·lanita-(Ce), al·lanita-(La), al·lanita-(Y), clinozoisita, dissakisita-(Ce), dol·laseïta-(Ce), epidota, epidota-(Pb), khristovita-(Ce), mukhinita, piemontita, piemontita-(Sr), manganiandrosita-(La), tawmawita, manganipiemontita-(Sr), ferrial·lanita-(Ce), clinozoisita-(Sr), manganiandrosita-(Ce), dissakisita-(La), vanadoandrosita-(Ce), uedaïta-(Ce), epidota-(Sr), al·lanita-(Nd), ferrial·lanita-(La), åskagenita-(Nd), zoisita, macfal·lita, sursassita, julgoldita-(Fe2+), pumpel·lyita-(Fe2+), pumpel·lyita-(Fe3+), pumpel·lyita-(Mg), pumpel·lyita-(Mn2+), shuiskita, julgoldita-(Fe3+), pumpel·lyita-(Al), poppiïta, julgoldita-(Mg), ganomalita, rustumita, vesuvianita, wiluïta, manganovesuvianita, fluorvesuvianita, vyuntspakhkita-(Y), del·laïta, gatelita-(Ce) i västmanlandita-(Ce).

## Jaciments
L'okhotskita va ser descoberta a la mina Kokuriki, a Kitami (Hokkaido, Japó). També ha estat descrita a la mina Takamatsu, a Yamakita (Honshū) i a la mina Ananai, a Nankoku (Shikoku).